# Bruno Brodniewicz
Bruno Brodniewicz, Schreibweise auch Brodniewitsch (* 22. Juli 1895 in Posen; † April 1945 im KZ Bergen-Belsen) war ein deutscher Funktionshäftling und Häftling mit der Nr. 1 sowie erster Lagerältester im KZ Auschwitz.

## Leben
Brodniewicz wurde spätestens im Sommer 1934 in ein Konzentrationslager überführt und befand sich zeitweise im KZ Lichtenburg. Brodniewicz war einer der ersten 30 Häftlinge, die am 20. Mai 1940 als sogenannte Berufsverbrecher in Begleitung des Rapportführers Gerhard Palitzsch aus dem KZ Sachsenhausen in das neu eingerichtete Konzentrationslager Auschwitz eingeliefert wurden. Er trug die Häftlingsnummer 1 und galt im Lager als „der Schwarze Tod“ (Czarna śmierć). Brodniewicz galt als brutal und gnadenlos und soll für den Tod vieler Mithäftlinge verantwortlich gewesen sein. Er war der erste Lagerälteste des Stammlagers des KZ Auschwitz und blieb in dieser Funktion bis 1942. Brodniewicz hatte in seinem Stubenofen Gold und andere Wertgegenstände illegal versteckt, die von der Lager-SS nach einem Hinweis des Häftlings Otto Küsel (Häftlingsnr. 2) gefunden wurden. Brodniewicz kam daraufhin Ende Dezember 1942 oder Anfang Januar 1943 in den „Bunker“ und wurde als Lagerältester abgelöst. Danach war er Lagerältester im Zigeunerlager Auschwitz, ab Juni 1943 im Nebenlager des KZ Auschwitz Neu-Dachs, ab April 1944 im Außenlager Eintrachthütte und ab September 1944 im Außenlager Bismarckhütte.
Nach der Räumung des KZ Auschwitz im Januar 1945 wurde Brodniewicz zunächst in das KZ-Außenlager Woffleben des Mittelbau-Lagerkomplexes verlegt, wo er ebenfalls die Position des Lagerältesten bekleidete.
Zuletzt inhaftiert war er wohl im KZ Bergen-Belsen, wo er nach der Befreiung des Lagers im April 1945 mit anderen Funktionshäftlingen von Mithäftlingen wegen seiner Verbrechen wahrscheinlich gelyncht wurde.
Im Zuge der Ermittlungen zum ersten Frankfurter Auschwitzprozess wurde im Jahr 1960 Mithäftling Willy Brachmann als Zeuge vernommen. Dieser berichtete in seiner Vernehmung unter anderem über den Vollzug der Lagerstrafen, Erwartungen an Funktionshäftlinge seitens der Lager-SS und die Misshandlung von KZ-Häftlingen. So beschrieb Brachmann das Wirken des Lagerältesten Brodniewicz im Stammlager folgendermaßen: „Brodniewicz war eine Bestie. Er war ein König im Lager. Was er bestimmte, musste gemacht werden.“